# Cohab Taipas
Cohab Taipas é um bairro que pertence ao distrito de Jaraguá localizado na região noroeste da cidade brasileira de São Paulo, capital do estado homônimo.
Na "Cohab", assim chamado pelos moradores do local, está localizada uma escola de samba denominada "Só Vou Se Você For".
O bairro ainda tem um posto de saúde AMA/UBS, além de um distrito policial, que mudou para Polícia Civil. A Cohab Taipas tem duas linhas de ônibus, 938C/10 COHAB Taipas que vai até o Terminal Princesa Isabel e 8549/10 Taipas que vai até a Praça do Correio, além de mais 6 linhas que passam pelo bairro e pela rua principal.